# Gantamvarapalli ., Bagepalli
Gantamvarapalli. là một làng thuộc tehsil Bagepalli, huyện Kolar, bang Karnataka, Ấn Độ.